# Distrito de Cascapara
El distrito de Cascapara es uno de los ocho que conforman la Provincia de Yungay, ubicada en el Departamento de Ancash, bajo la administración del Gobierno Regional de Áncash, Perú.
El origen del nombre Cascapara, proviene de las palabras quechuas Cashca Surco para regar y Para lluvia, "para" es sinónimo de "tamia" o sea Cascapara significa "lugar que se riega con la lluvia".

## Toponimia
Este nombre de un poblado y de un distrito provendría del verbo quechua kachkaparay ( roer choclos tiernos con frecuencia).

## Historia
El distrito fue creado mediante Ley del 29 de noviembre de 1915, en el gobierno del Presidente José Pardo y Barreda.

## Capital
Su capital es la ciudad de Cascapara.

## Autoridades

### Municipales
- 2011-2014[2]
  - Alcalde: Julio Linderman Ibarra Jara, del Partido Unión por el Perú (UPP).
  - Regidores: Juan Fortunato Méndez Ventura (UPP), Alejo Pedro Méndez Atanacio (UPP), Julián Teodoro Giménez Vega (UPP), Yesenia Elvira Mendoza Montes (UPP), Pablo César Berillo Figueroa (Acción Popular).
- 2007-2010
  - Alcalde: Jorge Roberto Infante Jara.